# Редя (Олт)
Редя (рум. Redea) — село у повіті Олт в Румунії. Входить до складу комуни Редя.
Село розташоване на відстані 149 км на захід від Бухареста, 42 км на південь від Слатіни, 48 км на південний схід від Крайови.

## Населення
За даними перепису населення 2002 року у селі проживали 2354 особи. Усі жителі села рідною мовою назвали румунську.
Національний склад населення села:
| Національність | Кількість осіб | Відсоток |
| -------------- | -------------- | -------- |
| румуни         | 2335           | 99,2%    |
| цигани         | 19             | 0,8%     |